# I Puffi (serie animata 1981)
I Puffi (The Smurfs) è una serie televisiva animata tratta dalle storie a fumetti di Peyo e Yvan Delporte e prodotta negli Stati Uniti d'America dalla Hanna-Barbera per il canale NBC. La serie esordì nel Nord America il 12 settembre 1981 e venne trasmessa fino al 7 dicembre 1989 per 422 episodi divisi in nove stagioni. In Italia la serie animata è diventata molto popolare ed è stata trasmessa inizialmente sulle reti locali dai primi anni ottanta, insieme all'uscita dei 45 giri della prima sigla e il 33 giri Arrivano i Puffi, e poi successivamente sulle reti Mediaset con sigle diverse.
La casa di produzione si è basata inizialmente sulle storie a fumetti di Peyo, per poi inventare episodi originali, rielaborando anche le avventure di John e Solfamì. Nell'adattamento vennero inserite diverse differenze, come l'introduzione di una quantità elevata di personaggi inediti o la diversa caratterizzazione e aspetto grafico di alcuni personaggi.
L'ordine della messa in onda originale della serie non rispetta la cronologia degli eventi e l'ordine di produzione delle puntate a causa della trasmissione in syndication della serie.

## Episodi
| Stagione         | Titolo italiano                                                | Episodi | Episodi speciali | Episodi totali | Prima TV originale | Prima TV Italia |
| ---------------- | -------------------------------------------------------------- | ------- | ---------------- | -------------- | ------------------ | --------------- |
| Prima stagione   | I Puffi                                                        | 39      | 1                | 40             | 1981               | 1981-1982       |
| Seconda stagione | I Puffi                                                        | 46      | 2                | 48             | 1982               | 1983            |
| Terza stagione   | I Puffi                                                        | 55      | 1                | 56             | 1983               | 1984            |
| Quarta stagione  | I Puffi                                                        | 48      | 1                | 49             | 1984               | 1985            |
| Quinta stagione  | I Puffi                                                        | 40      | 0                | 40             | 1985               | 1986            |
| Sesta stagione   | I Puffi                                                        | 60      | 0                | 60             | 1986               | 1987            |
| Settima stagione | I Puffi                                                        | 65      | 1                | 66             | 1987               | 1988            |
| Ottava stagione  | I Puffi sanno...                                               | 24      | 0                | 24             | 1988               | 1988-1989       |
| Nona stagione    | Amici Puffi (1º titolo) Puffa un po' di arcobaleno (2º titolo) | 39      | 0                | 39             | 1989               | 1990            |

## Programmazione
La serie TV de I Puffi si compone di 421 episodi (256 puntate suddivise in 91 episodi di 22 minuti e 165 di 11 minuti) e di 6 speciali, trasmessi a partire dal 1981 negli Stati Uniti nell'arco di 9 stagioni. Furono Joseph Barbera e William Hanna, titolari della Hanna-Barbera, uno dei più importanti studi di cartoon seriali statunitensi, a produrre la serie per il canale NBC. La casa di produzione si è basata inizialmente sulle storie a fumetti di Peyo, per poi inventare episodi originali, rielaborando anche le avventure di John e Solfamì. Nell'adattamento vennero inserite diverse differenze, come l'introduzione di una quantità elevata di personaggi inediti o la diversa caratterizzazione e aspetto grafico di alcuni personaggi. L'ordine della messa in onda originale della serie non rispetta la cronologia degli eventi e l'ordine di produzione delle puntate a causa della trasmissione in syndication della serie. Nel 2009 inizia a circolare su internet l'indiscrezione secondo cui la puntata finale della serie, mostrerebbe che i puffi altro non sarebbero che frutto di un sogno di Gargamella: tale notizia, mai suffragata da nessun episodio trasmesso, verrà poi bollata come bufala.
I primi episodi sono stati trasmessi in italiano prima sulle reti locali dal 1981, e poi successivamente per la prima volta su Canale 5 dal 1982. Dal 1983 la serie passa su Italia 1, che trasmette tutte le stagioni più volte. Nelle prime dieci storie della prima serie, alcune delle quali suddivise in due parti, i personaggi vennero chiamati con i nomi statunitensi ma vennero attribuiti dei nomi in italiano. Man mano che la serie avanza i personaggi acquisiscono voci diverse, che però rispetteranno la cadenza e la personalità creata dal primo doppiatore. Nella prima messa in onda le puntate avevano la durata di 22 minuti e ospitavano due episodi brevi o un solo episodio più lungo, mentre nelle repliche le puntate da 22 minuti sono state suddivise in due episodi, ad esempio le parti vengono chiamate rispettivamente Parte 1 e Parte 2. I titoli degli episodi sono stati più volte modificati a seconda della trasmissione o della riproposizione su VHS, DVD o repliche. Fra il 2018 e il 2020, vengono replicati su Italia 1 in versione rimasterizzata e con la sigla I Puffi sanno... proposta nella sua durata completa di circa 3 minuti. Dal febbraio/marzo 2022 al 31 dicembre 2024 78 episodi da 22 minuti provenienti dalle prime stagioni sono stati resi disponibili su RaiPlay (con il titolo I Puffi): gli episodi erano riadattati in 16:9 e presentavano titolazioni rifatte e la sigla John e Solfamì di Cristina D'Avena (soltanto in apertura).

## Doppiaggio
L'edizione italiana è a cura della Gruppo Trenta. I dialoghi italiani sono a cura di Simona Izzo, Arturo Dominici, Giuppy Izzo e Ruggero Busetti con la collaborazione di Fiamma Izzo, Marco Guadagno, Lorena Bertini e Antonella Rinaldi. La direzione del doppiaggio è di Simona Izzo, Arturo Dominici, Giuppy Izzo e Marco Guadagno con la collaborazione di Teo Bellia, Mauro Gravina e Germana Dominici.

### Puffi
| Personaggio  | Doppiatore originale          | Doppiatore italiano |
| ------------ | ----------------------------- | --- |
| Grande Puffo | Don Messick                   | Elio Pandolfi (episodio pilota) Gino Pagnani (st.1 seconda voce) Tonino Accolla (st.1 terza voce) Arturo Dominici (st.1 quarta voce e st.2+) |
| Puffetta     | Lucille Bliss                 | Fiamma Izzo (st.1-2) Loredana Nicosia (st.3+) |
| Quattrocchi  | Barry Gordon Danny Goldman    | Marco Guadagno (st.1-6) Fabrizio Vidale (st.7+) |
| Baby Puffo   | Paul Winchell Julie McWhirter | Giuppy Izzo |
| Bontina      | Julie McWhirter               | Antonella Rinaldi |
| Brontolone   | Michael Bell                  | Simona Izzo (st.1) Fiamma Izzo (st.2 prima voce) Giuppy Izzo (st.2 seconda voce, st.3+) |
| Burlone      | June Foray                    | Fiamma Izzo (episodio pilota) Francesca Guadagno (ep.1x3,1x11) Laura Lenghi (ep.1x12, ep.1x18) Loris Loddi (ep.1x20, st.2) Germana Dominici (seconda parte st.2) Giorgio Borghetti (terza parte st.2) Gianni Williams (st.3-6) Maurizio Fardo (st.7+) |
| Contadino    | Alan Young                    | Francesca Guadagno (st.1-2) Giuppy Izzo (st.2) Mauro Gravina (st.3+) |
| Forzuto      | Frank Welker                  | Fabio Boccanera (episodio pilota) Rita Baldini (ep.1x3,1x10) Georgia Lepore (ep.1x11,1x25) Giuppy Izzo (ep.1x26, st.2+) |
| Golosone     | Hamilton Camp                 | Liliana Jovino (st.1, prima voce) Germana Dominici (st.1, seconda voce) Gianni Williams (st.2-6) Claudio Sorrentino (ep.2x20, ep.2x28) Mauro Gravina (ep.2x29, ep.2x35) Maurizio Fardo (st.7+)                                                        |
| Inventore    | Michael Bell                  | Fiamma Izzo (ep.1x1) Laura Lenghi (ep.1x10) Susanna Fassetta(ep.1x11,1x25) Loredana Nicosia (ep.1x26, st.2) Claudio Sorrentino (ep.2x20, ep.2x23) Francesca Guadagno (st.2-7) Paola Giannetti (st.7) Massimo Rinaldi (st.8)                           |
| Minatore     | Alan Young                    | Gianni Williams (st.4) Massimo Rinaldi (st.5+) |
| Naturone     | Charlie Adler                 | Lorena Bertini (st.5-7) Francesca Rinaldi (st.7+) |
| Nonna Puffa  | Susan Blu                     | Gabriella Genta |
| Nonno Puffo  | Jonathan Winters              | Carlo Reali (prima voce) Gil Baroni (seconda voce) |
| Pauroso      | Alan Young                    | Liliana Sorrentino Loredana Nicosia |
| Pigrone      | Michael Bell                  | Marzio Margine (st.1) Mauro Gravina (st.1+) Gianni Williams (prima parte st.2) Marco Guadagno (seconda parte st.2) |
| Pittore      | William Callaway              | Francesca Guadagno (ep.1x11) Fiamma Izzo (ep.1x34) Fabrizio Mazzotta (st.2+) Fabrizio Vidale (ep.6x57-60) |
| Poeta        | Frank Welker                  | Loris Loddi (st.1-2) Germana Dominici (st.2) Loredana Nicosia (st.3-4) Massimo Rinaldi (st.5+) |
| Sarto        | Kip King                      | Germana Dominici (st.2) Mauro Gravina (st.3-4 e st.6) Gaetano Varcasia (st.5) Teo Bellia (st.7+) |
| Sciattone    | Noelle North                  | Mauro Gravina |
| Sciccoso     | Pat Musick                    | Roberta Paladini |
| Sognatore    | Don Messick                   | Rory Manfredi (ep.1x04) Marzio Margine (ep.1x13) Riccardo Rossi (ep.2x9) Claudio Sorrentino (ep.2x24) Simona Izzo (st.3) Massimo Rinaldi (st.4+) |
| Stonato      | Hamilton Camp                 | Loredana Nicosia (st.1-2) Giuppy Izzo (st.2) Mauro Gravina (st.3+) |
| Tontolone    | William Callaway              | Giuppy Izzo (episodio pilota) Fabrizio Mazzotta (seconda voce st.1+) Fabrizio Vidale (ep.6x57-60) |
| Vanitoso     | Alan Oppenheimer              | Giorgio Borghetti (st.1) Francesca Guadagno (st.1-7) Paola Giannetti (st.7) Massimo Rinaldi (st.8+) |

### Altri personaggi
| Personaggio         | Doppiatore originale | Doppiatore italiano                                                                                           |
| ------------------- | -------------------- | --- |
| Agata               | Janet Waldo          | Germana Dominici                                                                                              |
| Baldassarre         | Keene Curtis         | Mario Bardella                                                                                                |
| Birba               | Don Messick          | Paola Giannetti (prima voce) Giuppy Izzo (seconda voce) Fiamma Izzo (in alcuni episodi della st.2)            |
| Bue Grasso          | Lennie Weinrib       | Raffaele Uzzi (prima voce) Arturo Dominici (seconda voce) Gigi Angelillo (alcuni episodi della st.7)          |
| Cloridride          | Linda Gary           | Gabriella Genta (st.3, st.5 e st.7) Paola Giannetti (st.4) Germana Dominici (st.6)                            |
| Denisa              |                      | Francesca Rinaldi                                                                                             |
| Fangoso             |                      | Massimo Rinaldi                                                                                               |
| Gargamella          | Paul Winchell        | Gastone Pescucci (st.1, st.2 prima voce e st.3) Claudio Sorrentino (st.2 seconda voce) Paolo Buglioni (st.4+) |
| Geraldo             | Phil Proctor         | Francesco Bulckaen (st.1 e st.6) Gianni Williams (st.2) Mauro Gravina (st.3) Gaetano Varcasia (st.5+)         |
| John                | Michael Bell         | Mauro Gravina                                                                                                 |
| Lady Barbara        | Linda Gary           | Franca Dominici (prima voce) Angiolina Quinterno (seconda voce)                                               |
| Lenticchia          | Brenda Vaccaro       | Gaetano Varcasia                                                                                              |
| Luc                 |                      | Mario Bardella                                                                                                |
| Lucertolone         |                      | Raffaele Uzzi (ep.4x24) Massimo Rinaldi (ep.7x05)                                                             |
| Madre di Gargamella | June Foray           | Germana Dominici                                                                                              |
| Madre Natura        | June Foray           | Gabriella Genta                                                                                               |
| Mago Omnibus        | Jack Angel           | Paolo Poiret(st.2) Carlo Reali (st.3+) Raffaele Uzzi (ep.5x15) Gil Baroni (ep.6x14)                           |
| Melchiorro          |                      | Romano Ghini                                                                                                  |
| Melmoso             |                      | Francesco Fagioli                                                                                             |
| Morena              |                      | Fiamma Izzo (ep.3x33) Roberta Paladini (ep.5x23) Rosalba Caramoni(ep.6x32)                                    |
| Nemesis             | Frank Welker         | Romano Ghini                                                                                                  |
| Olivier             |                      | Giuppy Izzo                                                                                                   |
| Padre Tempo         | Alan Oppenheimer     | Mario Bardella (st.3-4 e st.7) Carlo Reali (st.5-6)                                                           |
| Priscilla           |                      | Gabriella Genta                                                                                               |
| Re                  | Bob Holt             | Mario Bardella (st.2) Sergio Fiorentini(st.3)                                                                 |
| Re Paludone         | Kenneth Mars         | Massimo Corvo(st.4-6) Mario Bardella (ep.6x24)                                                                |
| Solfami             | Frank Welker         | Marco Guadagno (st.2-6) Massimo Rinaldi (st.7)                                                                |
| Stagnoso            |                      | Paolo Buglioni                                                                                                |
| Verruchino          |                      | Roberto Stocchi (ep.4x) Massimo Lodolo (ep.5x02) Massimiliano Manfredi (ep.6x24)                              |
| Witlor              |                      | Massimo Rinaldi                                                                                               |

## Colonna sonora
Nella serie è frequente l'uso di composizioni di musica classica come sottofondo musicale:
- Johann Sebastian Bach, Concerto per clavicembalo, archi e basso continuo n. 5 (BWV 1056): Arioso, Largo
- Ludwig van Beethoven, Sonata per pianoforte n. 8 (Patetica), primo movimento
- Ludwig van Beethoven, Sonata per pianoforte n. 14 (Chiaro di luna), terzo movimento. La musica è spesso usata in scene dove i Puffi sono in pericolo, o comunque in momenti di grande tensione drammatica.
- Ludwig van Beethoven, Sinfonia n. 6 (Pastorale), primo movimento e quarto movimento (Temporale)
- Ludwig van Beethoven, Sinfonia n. 9 (Corale), secondo movimento
- Hector Berlioz, Sinfonia fantastica, secondo movimento
- Léon Boëllmann, Suite Gothique: Toccata
- Claude Debussy, Prélude à l'après-midi d'un faune
- Paul Dukas, L'apprendista stregone
- Edward Elgar, Pomp and Circumstance: Marcia n. 1 in re maggiore (Land of Hope and Glory)
- César Franck, Sinfonia in re minore, primo e secondo movimento
- Edvard Grieg, Peer Gynt (op. 23): Il mattino, Nell'antro del re della montagna
- Edvard Grieg, Suite lirica: Marcia dei nani
- Albert Ketèlbey, In a Persian Market
- Lev Knipper, Cavalry of the Steppes
- Franz Liszt, Concerto per pianoforte e orchestra n. 1
- Franz Liszt, Totentanz
- Felix Mendelssohn, Canto di primavera
- Wolfgang Amadeus Mozart, Il flauto magico
- Wolfgang Amadeus Mozart, Danza tedesca n. 3 (K. 605)
- Modest Petrovič Musorgskij, Quadri da un'esposizione: Gnomo, Tuileries[11]
- Modest Petrovič Musorgskij, Una notte sul Monte Calvo
- Sergej Sergeevič Prokof'ev, Sinfonia n. 1 in re maggiore, Classica (op. 25): Gavotta
- Sergej Sergeevič Prokof'ev, Pierino e il lupo
- Sergej Sergeevič Prokof'ev, Il tenente Kiže
- Sergej Vasil'evič Rachmaninov, Preludio in sol minore
- Nikolaj Andreevič Rimskij-Korsakov, Shahrazād (op. 35) (usata per introdurre Gargamella)
- Nikolaj Andreevič Rimskij-Korsakov, La fanciulla di neve: Danza dei giullari
- Nikolaj Andreevič Rimskij-Korsakov, Il gallo d'oro
- Aleksandr Porfir'evič Borodin, Danze polovesiane (usato in momenti di tensione drammatica)
- Gioachino Rossini, Guiglielmo Tell: Ouverture
- Franz Schubert, Sinfonia n. 8 (Incompiuta), primo movimento. Usato come musica tematica per Gargamella.
- Jean Sibelius, Finlandia per orchestra (op. 26 n. 7)
- Richard Strauss, I tiri burloni di Till Eulenspiegel
- Igor' Fëdorovič Stravinskij, L'uccello di fuoco
- Igor' Fëdorovič Stravinskij, Petruška: Danza russa
- Pëtr Il'ič Čajkovskij, Lo schiaccianoci
- Pëtr Il'ič Čajkovskij, Sinfonia n. 4: Finale (Allegro con fuoco)
- Pëtr Il'ič Čajkovskij, Sinfonia n. 6 (Patetica), secondo tema dal primo movimento.
- Pëtr Il'ič Čajkovskij, Romeo e Giulietta, Ouverture fantastica
- Richard Wagner, La Valchiria: Cavalcata delle Valchirie

## Sigle italiane
Tutti i brani sono interpretati da Cristina D'Avena, ad eccezione di Due giovani eroi, John e Solfami eseguita da Orchestra e Coro di Augusto Martelli e di Il Paese dei Puffi, interpretata da Victorio Pezzolla con testo di Paola Blandi, mentre i testi delle canzoni interpretate da Cristina D'Avena sono scritti da Alessandra Valeri Manera. Per un approfondimento si rimanda alla Discografia italiana dei Puffi.
| Titolo                           | Anno | Provenienza della canzone | Creatori della canzone  |
| -------------------------------- | ---- | ------------------------- | ----------------------- |
| Il paese dei Puffi               | 1981 | Belgio                    |                         |
| Canzone dei Puffi                | 1982 | Belgio                    |                         |
| John e Solfamì                   | 1983 | Belgio                    |                         |
| Due giovani eroi, John e Solfami | 1984 | Belgio                    |                         |
| Puffi la la la                   | 1984 | Stati Uniti d'America     |                         |
| Che bello essere un Puffo        | 1985 | Belgio                    |                         |
| Puffa di qua, puffa di là        | 1986 | Italia                    | Giordano Bruno Martelli |
| Ogni Puffo pufferà               | 1987 | Italia                    | Ninni Carucci           |
| Puffi qua e là                   | 1988 | Italia                    | Enzo Draghi             |
| I Puffi sanno                    | 1989 | Italia                    | Enzo Draghi             |
| Amici Puffi                      | 1990 | Italia                    | Enzo Draghi             |
| Puffa un po' di arcobaleno       | 1996 | Italia                    | Silvio Amato            |

## Film
Nel 1984 vennero prodotti due film di montaggio: Le nuove avventure dei Puffi (Here are the Smurfs) e Il Baby Puffo (The Baby Smurfs), distribuiti in Italia nelle sale cinematografiche rispettivamente nel 1984 e nel 1986.